# Vollenhovia denticulata
Vollenhovia denticulata é uma espécie de formiga do gênero Vollenhovia, pertencente à subfamília Myrmicinae.